# Trafford (Alabama)
Trafford is een plaats (town) in de Amerikaanse staat Alabama, en valt bestuurlijk gezien onder Jefferson County.

## Demografie
Bij de volkstelling in 2000 werd het aantal inwoners vastgesteld op 523.
In 2006 is het aantal inwoners door het United States Census Bureau geschat op 500, een daling van 23 (-4,4%).

## Geografie
Volgens het United States Census Bureau beslaat de plaats een oppervlakte van
3,9 km², geheel bestaande uit land. Trafford ligt op ongeveer 196 m boven zeeniveau.

## Plaatsen in de nabije omgeving
De onderstaande figuur toont de plaatsen in een straal van 16 km rond Trafford.